# Leonor de Moura
Leonor de Moura Corterreal y Moncada de Aragón (it. Eleonora di Mora, * 1642; † 28. November 1706 in Madrid) war eine italienisch-portugiesisch-spanische Adlige. Sie war 2. Duchessa di Nocera und 4. Marquesa de Castelo Rodrigo, sowie 1677, nach dem Tod ihres Ehemanns Anielo de Guzmán, für kurze Zeit Vizekönigin von Sizilien.

## Biografie

### Bis 1677
Leonor de Moura war die Tochter von Francisco de Moura (1610–1675), 1656 1. Duca di Nocera (in Italien) und Marquês de Castelo Rodrigo (in Portugal), und Ana María de Aragón. Ihr Vater war Vizekönig von Sardinien (1657–1661), Vizekönig von Katalonien (1663–1664) und Statthalter der habsburgischen Niederlande (1664–1668). Da er keine Söhne hatte und sie die ältere von zwei Töchtern war, erbte sie 1675 seine Titel, wurde also die 2. Herzogin von Nocera, die 4. Marquesa de Castelo Rodrigo und die 3. Condesa de Lumiares (ebenfalls in Portugal).
Ihre erste Ehe schloss sie 1664 per Stellvertreter mit Anielo de Guzmán (* wohl 1641), zweiter Sohn von Ramiro Núñez de Guzmán, 2. Duque de Medina de las Torres, 2. Marqués de Toral, Conde de Arzarcóllar, Vizekönig von Neapel (1637–1644), und Ana Carafa, 3. Duchessa di Mondragone. Anielo de Guzmán war zu dieser Zeit Kriegsgefangener der Portugiesen in Lissabon und die Ehe konnte erst 1668 zum Zeitpunkt seiner Freilassung vollzogen werden. Im Zweijahreszeitraum 1669–1670 brachte das Paar seinen einzigen Sohn Félix de Guzmán y Carafa zur Welt.
Anielo de Guzmán wurde 1676 zum Vizekönig von Sizilien (interim) ernannt, starb aber bereits am 18. April 1677 im Alter von 38 Jahren an Elephantiasis. In seinem Testament bestimmte er sie – bis zur Ernennung eines neuen Vizekönigs durch den König von Spanien – zu seiner Nachfolgerin.

### Die Vizekönigin von Sizilien
In der üblichen Chronologie der spanischen Vizekönige ist keine Spur von Leonor de Moura zu finden; im Dizionario delle figure delle istituzioni e dei costumi della Sicilia storica und im 3. Band der Storia cronologica dei Vicerei lugtotenente… hingegen findet man ihren Namen und, die Maßnahmen, die sie ergriff.
Sie stellte das Conservatorio per le Vergine pericolante („für die gefährdeten Jungfrauen“) wieder her; die „gefährdeten Jungfrauen“ waren Mädchen aus den ärmeren Klassen, die verwaist waren und daher mehr als andere bedroht waren, in die Prostitution zu geraten. Um dies zu vermeiden, erhielten sie über das Conservatorio eine Existenzgrundlage; ähnlich verfuhr sie mit einem Asyl für ältere Prostituierte – beide Einrichtungen waren vor längerer Zeit aus finanziellen Gründen geschlossen worden. Zudem richtete Leonor aus ihrer Privatschatulle das Conservatorio delle Ripentite („Konservatorium der Reuigen“) ein, um Prostituierten zu helfen, die ihre Tätigkeit aufgeben wollten.
Sie war auch verantwortlich für eine Steuersenkung für kinderreiche Familien, ein Gesetz zur Senkung des Brotpreises und die Schaffung einer Gewerbeverwaltung, die die 72 Zünfte Palermos zusammenführte.
Nach nur 27 Tagen wurde sie entlassen, weil sie aufgrund ihres Geschlechts nicht das Amt des päpstlichen Legaten, das mit dem Amt des Vizekönigs untrennbar verbunden war, ausüben konnte. Eine entsprechende Eingabe hatte der Bischof von Palermo gemacht.

### Ab 1677
1679 heiratete die Herzogin von Nocera Carlos Homodei y Lasso de la Vega, 2. Marqués de Almonacid de los Oteros, (heute Valdesaz de los Oteros, Provinz León), Comendador Mayor de la Orden de Cristo, Vizekönig und Generalkapitän von Katalonien, Caballero mayor der spanischen Königin Maria Luisa von Savoyen. Aus dieser Ehe ging am 24. Februar 1680 ein Sohn hervor, der noch in Windeln starb.
1688 verschwand ihr einziger Sohn aus erster Ehe, während einer Reise nach Malta auf See. Laut dem biografischen Online-Wörterbuch der Real Academia de la Historia hing das Verschwinden des jungen Mannes möglicherweise mit der Nachfolge im riesigen Erbe seiner väterlichen Familie zusammen, zu deren Hauptkandidaten er gehörte.
Sie selbst starb am 28. November 1706 in Madrid. Da sie keine überlebenden Nachkommen hatte, wurden alle ihre Titel nach ihrem Tod von ihrer Schwester Juana de Moura geerbt.

### Weblink
- Ester Rizzo, La Vicerè di Sicilia (online, abgerufen am 27. Januar 2020)

## Belletristik
Leonor de Moura ist die Hauptfigur in Andrea Camilleris Roman Die Revolution des Mondes (La rivoluzione della luna, 2013) zu ihrer 27-tägigen Regierungszeit in Palermo.